# Синпхо
Синпхо́ — портовый город в КНДР, в провинции Хамгён-Намдо, на побережье Японского моря.

## Климат
Средняя температура составляет −4,1 °C в январе и +22,6 °C в августе. Среднегодовое количество осадков составляет 688 мм.

## История
Начавшийся в 1929 году всемирный экономический кризис ухудшил положение широких слоев населения на Корейском полуострове. В ноябре 1929 года на предприятиях (в том числе, на консервных заводах в посёлке Синпхо) начались забастовки, подавленные полицией.
В ходе Корейской войны посёлок пострадал (находившийся здесь консервный завод был сожжен, а почти все рыболовные суда — уничтожены), был занят войсками ООН с октября по декабрь 1950, но после окончания боевых действий Синпхо был восстановлен. В 1960 году здесь действовал рыбоконсервный завод, поставки рыбы на который обеспечивали 40 сейнеров и траулеров, а также свыше 100 парусных рыболовных судов. В дальнейшем, здесь был построен крупный промышленный холодильник. Кроме того, на нескольких участках побережья в окрестностях Синпхо были созданы хозяйства по разведению моллюсков и выращиванию водорослей.
В 1987 году в районе Синпхо при помощи СССР начали строить ядерную исследовательскую базу, но строительство было свёрнуто в 1991 году из-за отсутствия финансирования и в 1993 году отменено по политическим причинам.
С апреля по октябрь 1990 года в городе действовал первый и единственный на данный момент северокорейский серийный убийца Пак Мён Сик.

## Экономика
Основой экономики является рыболовство. В городе действуют рыболовные колхозы.

## Транспорт
Есть порт, железная дорога.